# Sportler des Jahres 1961 (Deutschland)
Die besten deutschen Sportler des Jahres 1961 wurden von den Fachjournalisten gewählt und am Jahresende im Kurhaus von Baden-Baden ausgezeichnet. Veranstaltet wurde die Wahl zum 15. Mal von der Internationalen Sport-Korrespondenz (ISK).

## Männer/Frauen
|     | Sportler/Sportlerin            | Sportart        | Punkte | Erfolge 1961                                                |
| --- | ------------------------------ | --------------- | ------ | ----------------------------------------------------------- |
| 1.  | Wolfgang Graf Berghe von Trips | Formel 1        | 1193   | Vizeweltmeister (posthum)                                   |
| 2.  | Manfred Germar                 | Leichtathletik  | 1182   | Deutscher Meister 100 u. 200 Meter, 4-mal-100-Meter-Staffel |
| 3.  | Heidi Schmid                   | Fechten         | 0919   | Weltmeisterin Florett                                       |
| 4.  | Max Morlock                    | Fußball         | 0761   | Deutscher Meister mit dem 1. FC Nürnberg                    |
| 5.  | Wilfried Dietrich              | Ringen          | 0720   | Weltmeister Freistil 87 kg                                  |
| 6.  | Rudi Altig                     | Radsport        | 0631   | Bahnradweltmeister Einerverfolgung                          |
| 7.  | Karl-Heinz Losch               | Rollkunstlauf   | 0227   | Weltmeister                                                 |
| 8.  | Gerhard Hetz                   | Schwimmen       | 0147   | Europarekord 200 Meter Freistil                             |
| 9.  | Hans Junkermann                | Straßenradsport | 0144   | Deutscher Profimeister Straßenrennen                        |
| 10. | Heidi Biebl                    | Ski Alpin       | 0113   | vierfache Deutsche Meisterin                                |

## Mannschaften
|     | Mannschaft                                                         | Sportart       | Punkte | Erfolge 1961                             |
| --- | ------------------------------------------------------------------ | -------------- | ------ | ---------------------------------------- |
| 1.  | 1. FC Nürnberg                                                     | Fußball        | 725    | Deutscher Meister                        |
| 2.  | Deutsche Nationalmannschaft bei der Internationalen Sechstagefahrt | Endurosport    | 396    | Sieger Internationale Sechstagefahrt     |
| 3.  | Achter des Berliner Ruder-Clubs                                    | Rudern         | 373    | Vizeeuropameister                        |
| 4.  | Hamburger SV                                                       | Fußball        | 342    | Halbfinale Europapokal der Landesmeister |
| 5.  | Hockeynationalmannschaft Frauen                                    | Hockey         | 301    |                                          |
| 6.  | Vierer des ATV Ditmarsia Kiel                                      | Rudern         | 275    | Europameister                            |
| 7.  | Leichtathleten des Bayer 04 Leverkusen                             | Leichtathletik | 214    |                                          |
| 8.  | TuS Lintfort                                                       | Handball       | 198    | Deutscher Meister Feldhandball           |
| 9.  | Eintracht Frankfurt                                                | Fußball        | 044    |                                          |
| 10. | 4-mal-500-Meter-Kajakstaffel                                       | Kanurennsport  | 041    | Europameister                            |